# Конвой RA 54A
Конвой RA 54A (англ. Convoy RA 54A) — арктичний конвой транспортних і допоміжних суден у кількості 13 одиниць, який у супроводженні союзних кораблів ескорту прямував від радянських портів до берегів Ісландії та Шотландії. Конвой вийшов 1 листопада з Кольської затоки та 14 листопада 1943 року благополучно прибув до Лох Ю. Конвой не був атакований на маршруті руху, втрат не мав.

## Кораблі та судна конвою RA 54A

### Транспортні судна
| Назва                    | Прапор          | Тоннаж (GRT) | Прим.                   |
| ------------------------ | --------------- | ------------ | ----------------------- |
| Beaconhill (1919)        | США             | 6 941        |                         |
| British Governor (1926)  | Велика Британія | 6 840        | Танкер-заправник конвою |
| City of Omaha (1920)     | США             | 6 124        |                         |
| Empire Fortune (1943)    | Велика Британія | 6 140        |                         |
| Empire Galliard (1942)   | Велика Британія | 7 170        |                         |
| Empire Kinsman (1942)    | Велика Британія | 6 744        |                         |
| Empire Portia (1942)     | Велика Британія | 7 058        |                         |
| Francis Scott Key (1941) | США             | 7 191        | судно типу «Ліберті»    |
| Israel Putnam (1942)     | США             | 7 176        | судно типу «Ліберті»    |
| Mobile City (1920)       | США             | 6 157        |                         |
| Pontfield (1940)         | Велика Британія | 8 319        |                         |
| Thomas Hartley (1942)    | США             | 7 176        | судно типу «Ліберті»    |
| Tobruk (1942)            | Польща          | 7 048        |                         |

### Кораблі ескорту
| Кораблі ближнього ескорту                                |                                         |                                            |                                                                  |
| «Махратта»                                               | Військово-морські сили Великої Британії | ескадрений міноносець типу «M»             | 3-10 листопада                                                   |
| «Маскітер»                                               | Військово-морські сили Великої Британії | ескадрений міноносець типу «M»             | 3-8 листопада                                                    |
| «Матчлес»                                                | Військово-морські сили Великої Британії | ескадрений міноносець типу «M»             | 3-8 листопада                                                    |
| «Мілн»                                                   | Військово-морські сили Великої Британії | Лідер ескадрених міноносців типу «M»       | 3-10 листопада                                                   |
| «Савідж»                                                 | Військово-морські сили Великої Британії | ескадрений міноносець типу «S»             | 3-9 листопада                                                    |
| «Саумарез»                                               | Військово-морські сили Великої Британії | лідер ескадрених міноносців типу «S»       | 3-10 листопада                                                   |
| «Скорпіон»                                               | Військово-морські сили Великої Британії | ескадрений міноносець типу «S»             | 3-10 листопада                                                   |
| «Скодж»                                                  | Військово-морські сили Великої Британії | ескадрений міноносець типу «S»             | 3-10 листопада                                                   |
| «Весткотт»                                               | Військово-морські сили Великої Британії | ескадрений міноносець «Адміралті» типу «W» | 3-10 листопада                                                   |
| «Бріссенден»                                             | Військово-морські сили Великої Британії | ескортний міноносець типу «Хант»           | 10-13 листопада                                                  |
| «Міддлтон»                                               | Військово-морські сили Великої Британії | ескортний міноносець типу «Хант»           | 10-13 листопада                                                  |
| «Гальсіон»                                               | Військово-морські сили Великої Британії | тральщик типу «Гальсіон»                   | 10-13 листопада                                                  |
| «Джейсон»                                                | Військово-морські сили Великої Британії | тральщик типу «Гальсіон»                   | 3-10 листопада                                                   |
| «Брітомарт»                                              | Військово-морські сили Великої Британії | тральщик типу «Гальсіон»                   | 3-10 листопада                                                   |
| «Еглантін»                                               | Військово-морські сили Норвегії         | корвет типу «Флавер»                       | 3-10 листопада                                                   |
| Східна ескадрена група ближнього ескорту (1-3 листопада) |                                         |                                            |                                                                  |
| «Куйбишев»                                               | Військово-морський флот СРСР            | Ескадрений міноносець типу «Новик»         |                                                                  |
| «Громкий»                                                | Військово-морський флот СРСР            | ескадрений міноносець типу 7               |                                                                  |
| «Харрієр»                                                | Військово-морські сили Великої Британії | Тральщик типу «Гальсіон»                   |                                                                  |
| «Сігал»                                                  | Військово-морські сили Великої Британії | тральщик типу «Гальсіон»                   |                                                                  |
| Крейсерська група конвою (2-8 листопада)                 |                                         |                                            |                                                                  |
| «Норфолк»                                                | Військово-морські сили Великої Британії | Важкий крейсер типу «Каунті»               |                                                                  |
| «Кент»                                                   | Військово-морські сили Великої Британії | важкий крейсер типу «Каунті»               |                                                                  |
| «Белфаст»                                                | Військово-морські сили Великої Британії | легкий крейсер типу «Таун» (1936)          |                                                                  |
| Океанська група прикриття конвою (2-8 листопада)         |                                         |                                            |                                                                  |
| «Фомідебл»                                               | Військово-морські сили Великої Британії | авіаносець типу «Іластріас»                |                                                                  |
| «Енсон»                                                  | Військово-морські сили Великої Британії | Лінійний корабель типу «Кінг Джордж V»     | Флагманський корабель командира групи віцеадмірала Брюса Фрезера |
| «Джамайка»                                               | Військово-морські сили Великої Британії | Легкий крейсер типу «Коронна колонія»      |                                                                  |
| «Онслоу»                                                 | Військово-морські сили Великої Британії | лідер ескадрених міноносців типу «O»       |                                                                  |
| «Венус»                                                  | Військово-морські сили Великої Британії | ескадрений міноносець типу «V»             |                                                                  |
| «Каппс»                                                  | Військово-морські сили США              | ескадрений міноносець типу «Флетчер»       |                                                                  |
| «Гобсон»                                                 | Військово-морські сили США              | ескадрений міноносець типу «Глівз»         |                                                                  |
| «Хайда»                                                  | Військово-морські сили Канади           | ескадрений міноносець типу «Трайбл»        |                                                                  |
| «Сторд»                                                  | Військово-морські сили Норвегії         | ескадрений міноносець типу «S»             |                                                                  |